# Mitnagdiem

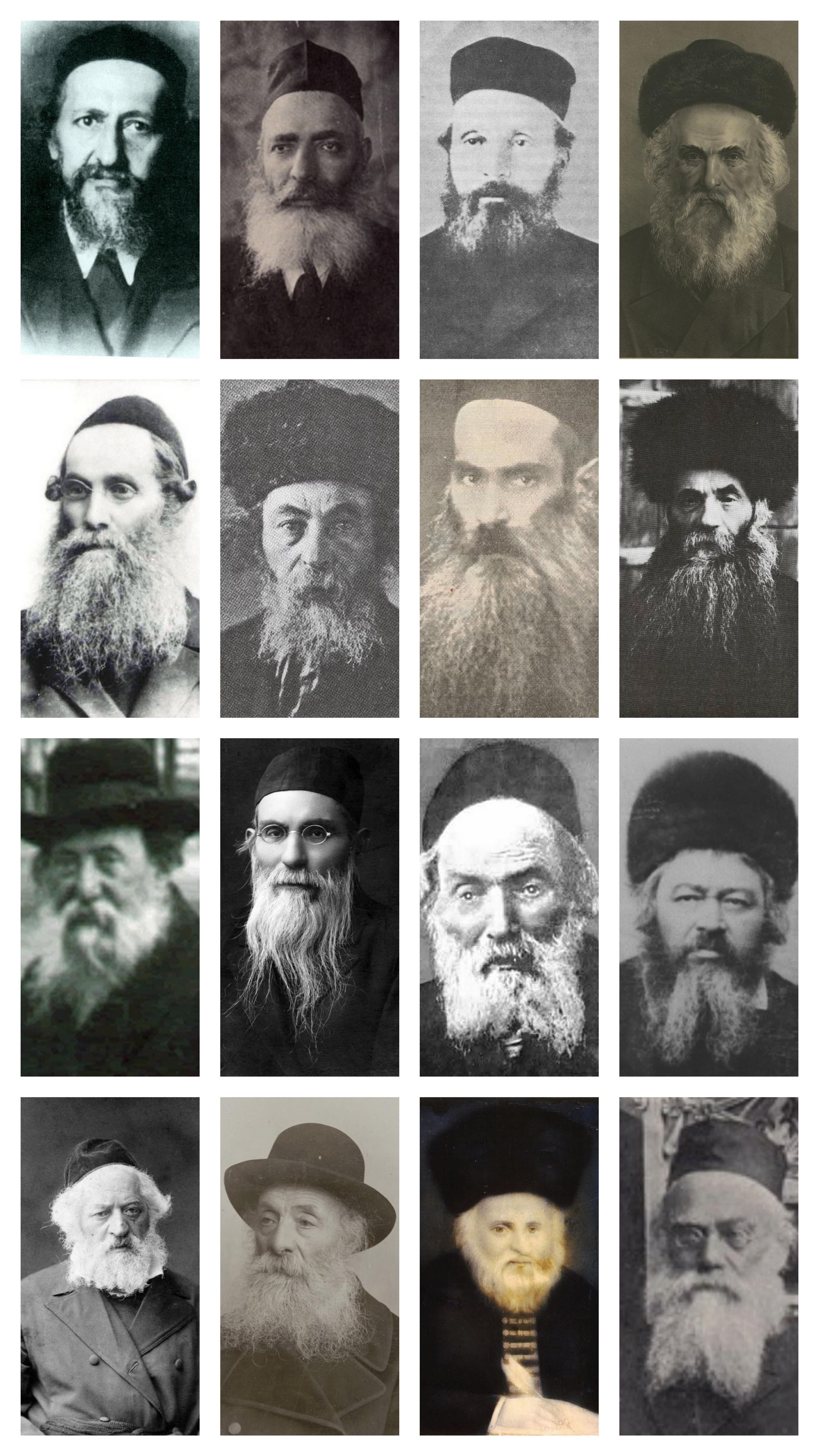
Collage van verschillende leiders van de Mitnagdiem

De mitnagdiem (Hebreeuws: מתנגדים, letterlijk: tegenstanders; Asjkenasische/Jiddische uitspraak misnagdiem) of Litouws jodendom (Hebreeuws:יהודת ליטאית) is een richting in het jodendom die in Litouwen ontstond en tegen het chassidisme inging. Het dient te worden onderscheiden van de joodse gemeenschap van Litouwen. Veel gebruikte verengelste Jiddische termen zijn litvish en yeshivish en het Hebreeuwse litai.
Tegenwoordig worden mitnagdiem, 'Litouws jodendom' en de bovengenoemde varianten gebruikt voor het hele charedisch jodendom dat niet chassidisch is. Een aanzienlijk gedeelte van de aanhangers (in Israël het merendeel) zijn sefardische joden. Deze worden echter ook wel als een aparte categorie gezien; zie sefardische orthodoxie.
Bovendien willen niet alle mensen die in het algemeen tot de richtingen van het 'Litouwse jodendom' behoren mitnagdiem worden genoemd, bijvoorbeeld omdat ze niet tegen het chassidisme zijn, niet negatief willen worden omschreven of niet worden gemeten aan een jongere richting in het jodendom. Hoewel er een duidelijke reactie was naar aanleiding van de ontstaan van het chassidisme (en dan meest bekend in Litouwen) is deze richting ook de voortzetting van het (althans asjkenazische) normatieve jodendom van voor het chassidisme.

## Leiders
Beroemde leiders van het Litvishe jodendom zijn o.a.:
- Rabbijn Eliyahu ben Shlomo, de Vilna Gaon
- Rabbijn Avraham Yeshayah Karelitz, de Chazon Ish
- Rabbijn Yitzchak Zeev Soloveitchik, de Brisker Rav
- Rabbijn Moshe Feinstein
- Rabbijn Shlomo Zalman Auerbach
- Rabbijn Elazar Menachem Shach, Rav Shach
- Rabbijn Chaim Pinchas Scheinberg
- Rabbijn Yosef Sholom Eliashiv, huidig leider, wonende te Jeruzalem
- Rabbijn Michel Yehuda Lefkowitz
- Rabbijn Aharon Leib Shteinman
- Rabbijn Nissim Karelitz
- Rabbijn Chaim Kanievsky
- Rabbijn Gershon Edelstein